# Burgerweeshuis (Naarden)

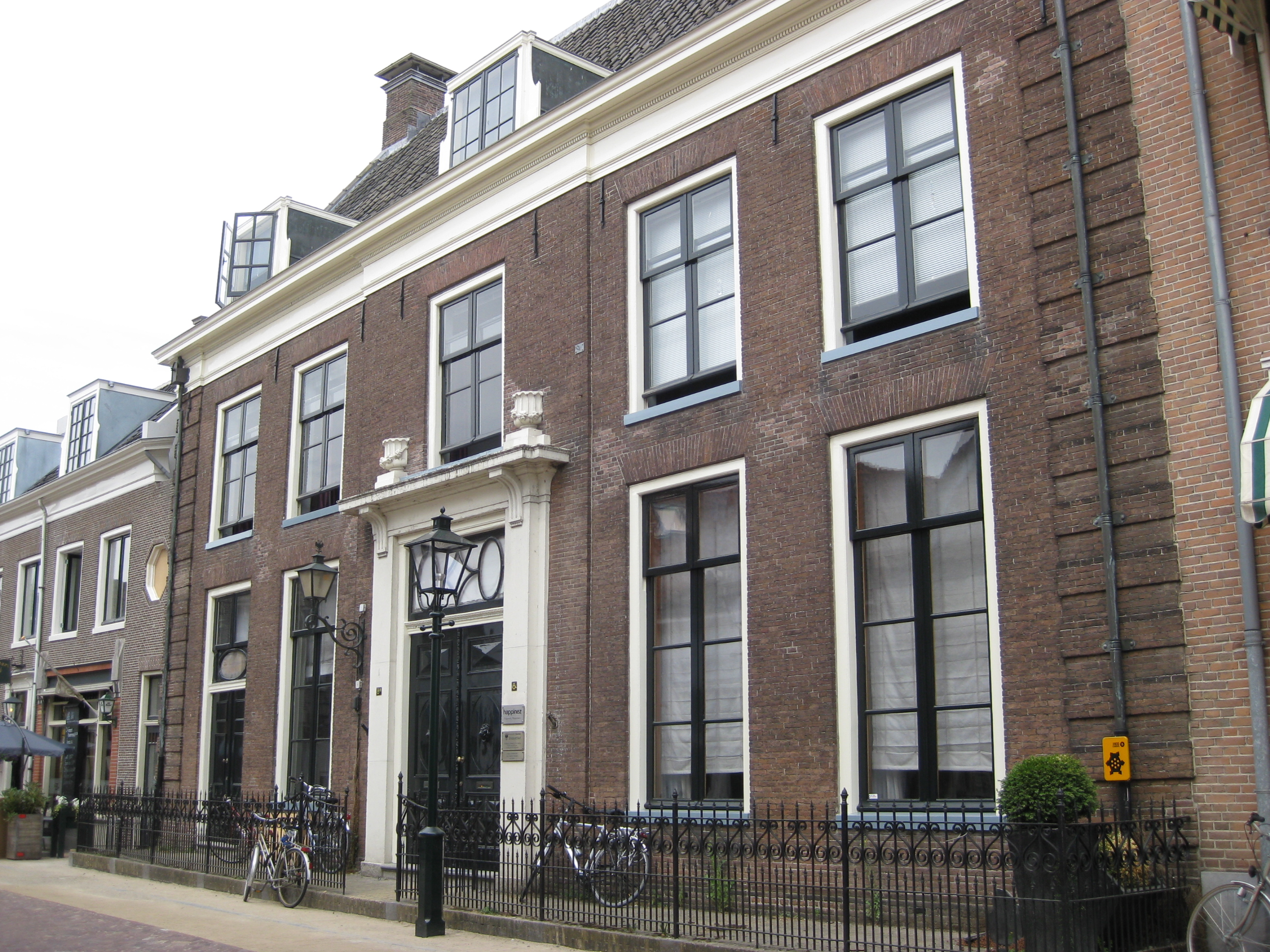
Burgerweeshuis Naarden, Cattenhagestraat 8, Naarden (2010)

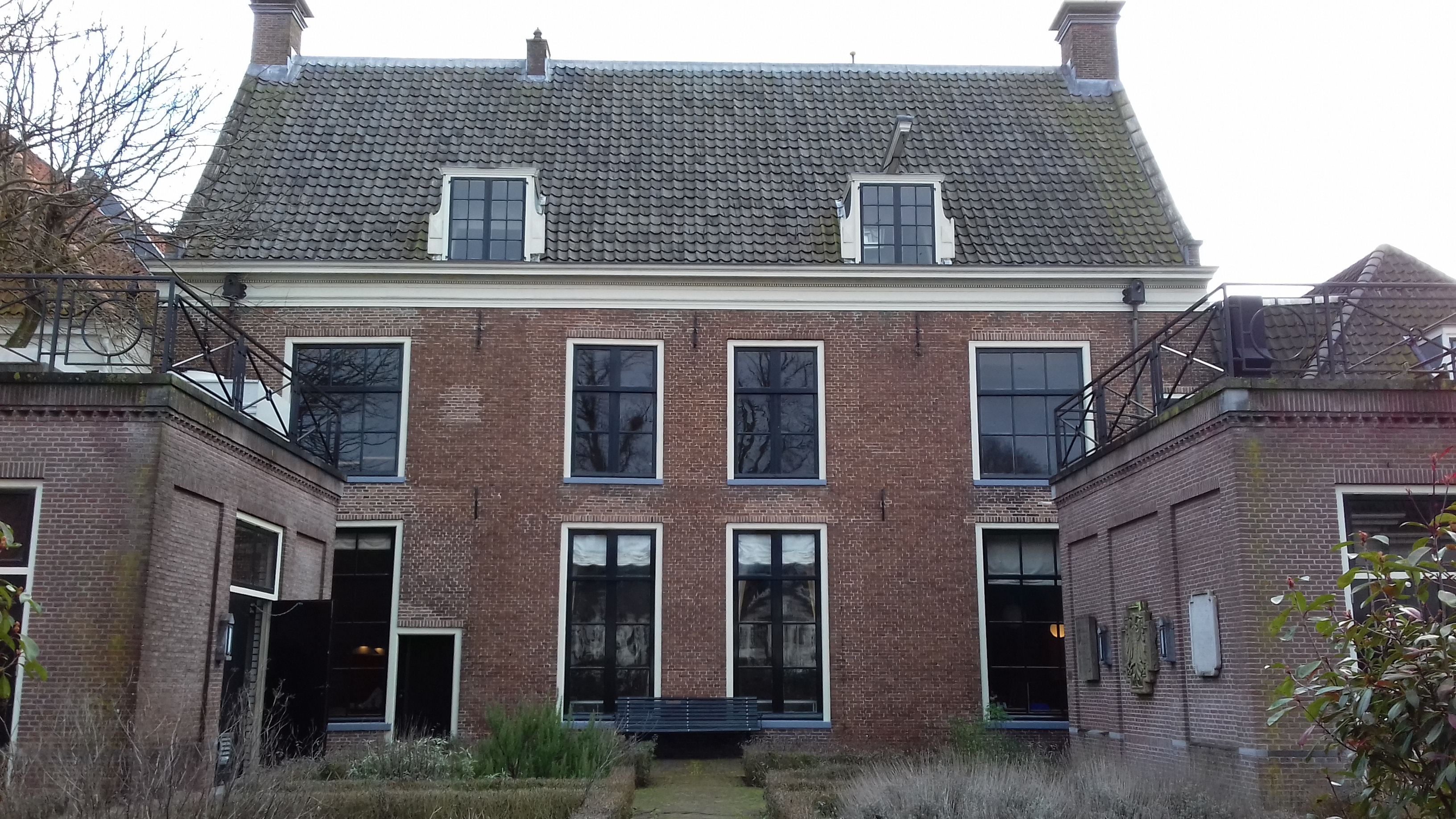
Achterzijde Burgerweeshuis Naarden (2023)

Het Burgerweeshuis is tot stand gekomen na het Bloedbad van Naarden (1572).
Naarden ging over naar de reformatie en de katholieke kloosters in en rond de stad werden opgeheven. Adrianus Wijnter was de laatste prior van het klooster “Oud Naarden” en hij liet de bezittingen van het klooster in 1579 na aan de stad om er een weeshuis mee te stichten. In ruil kregen de overgebleven paters levenslang kost en inwoning van de stad.
Het weeshuis was toen gevestigd in het middeleeuwse kloostergebouw van het voormalige Maria convent, dat waarschijnlijk ook bij de schenking van Wijnter hoorde - later werd dit gebouw de weeshuiskazerne en nu is het Comeniusmuseum er gevestigd.

## Huidige Burgerweeshuis
In 1828 is het weeshuis verhuisd naar het gebouw dat nu bekendstaat als het Burgerweeshuis. Dit oorspronkelijk 17e-eeuwse herenhuis was tot dan bewoond door de familie Heshuysen, eigenaar van de “Hamburger Post”, een postkoetsdienst die Hamburg en Osnabrück verbond met Naarden.
Het weeshuis is in 1928 opgeheven, met achterlating van het gehele interieur, waaronder een aantal mooie kamers en tal van voorwerpen. Uit de nalatenschap van het weeshuis stamt ook een schilderijencollectie, waarin onder andere drie grote 17e-eeuwse groepsportretten van de weesmeesters, de regenten van het weeshuis.
Na een periode waarin het gebouw geen bestemming had, werd het in 1988 gerestaureerd. Aan de achterkant in de tuin werd nieuwbouw gepleegd aangepast aan het oorspronkelijke 17e-eeuwse huis. De archiefruimte werd ondergronds aangebracht.
Sindsdien is Archief Gooi en Vechtstreek gevestigd in het pand. Hier worden de archieven voor Naarden, Bussum, Muiden, Muiderberg en Huizen bewaard.